# Castley
Castley è un'azienda italiana produttrice di chitarre elettriche, fondata a cavallo fra gli anni sessanta e settanta.

## Storia
Negli anni sessanta il distretto industriale di Castelfidardo oltre che per la produzione di fisarmoniche si caratterizzava, per la fervente nascita di fabbriche di chitarre elettriche e acustiche. Le fabbriche marchigiane approcciavano la costruzione delle chitarra elettriche in modo radicalmente differente rispetto allo stile in voga negli Stati Uniti. Provenendo dalla produzione di fisarmoniche, avevano maturato una grandissima esperienza della lavorazione del legno. Grazie allo spunto iniziale della Eko, cominciarono a costruire chitarre con grande libertà progettuale, senza una precisa tradizione di riferimento. Questo permise un alto tasso di innovazione sia nello stile che nelle soluzioni impiegate nella parte elettronica.
In quegli anni il mercato della fisarmonica cominciava ad essere in affanno e nel distretto di Castelfidardo era molto facile trovare in grandi quantità componenti e materie prime destinati a quello strumento ad un prezzo molto basso e con una tecnologia ormai matura e sperimentata. Una delle cose che rese le chitarre fidardensi assolutamente nuove in tutto il panorama mondiale, fu senza dubbio le certosina applicazione di colori, verniciature e tecniche di decorazione tipiche della fisarmonica, gli artigiani locali avevano raggiunto un grado di specializzazione senza uguali nel mondo.
La popolazione locale la cui attività nel passato era stata prevalentemente agricola, grazie alla produzione di strumenti musicali fu trasformata in operai, tecnici, liutai, ebanisti, decoratori, impiegati. Non esisteva un solo nucleo familiare che non avesse diversi elementi che lavoravano in una delle centinaia di fabbriche di strumenti musicali.
Quel periodo in pieno boom economico è stato l'apice dello strumento musicale italiano nel mondo,
grandi aziende come Vox, Hopf, Baldwin si rivolgevano puntualmente alle fabbriche di Castelfidardo per la produzione dei modelli speciali con il loro marchio, in più venivano prodotti i marchi di importatori americani come: Ardsley, FH, España e una schiera di distributori minori americani. Come accade oggi nei famosi Custom Shop americani, tutti i più noti musicisti del tempo si recavano personalmente a Castelfidardo per acquistare i loro strumenti. Fra i marchi che riuscirono ad affermarsi persino negli Stati Uniti ci furono: Eko, Crucianelli, Meazzi, Zerosette, Ariston, Wandré, Polverini e proprio da quest'ultima prese spunto la nascita di Castley. La ditta F.lli Polverini costruiva componenti per altri produttori di fisarmoniche, ed era specializzata nell'applicazione dei fogli di celluloide sul legno, dalla loro fabbrica passavano necessariamente tutti i corpi di chitarre con rivestimento in celluloide.
Si racconta che il fondatore della Castley, dopo anni di lavoro alla Polverini, cominciò a realizzare una serie di strumenti per uso personale. ll prototipo della prima Castley lo vendette per la somma equivalente all'acquisto di una lambretta.